# De Land
De Land è un villaggio degli Stati Uniti d'America, situato nello Stato dell'Illinois, nella contea di Piatt.